# Sferma
La Société Française d'Entretien et de Réparation de Matériel Aéronautique était une entreprise du secteur aéronautique français créée en 1949. Elle est à l'origine de l'actuelle Sabena Technics Bordeaux.
Filiale de la Société nationale des constructions aéronautiques du Sud-Ouest (SNCASO) à sa création en 1949 et implantée Mérignac et Vélizy-Villacoublay, elle devait assurer la révision et l’entretien de cellules, moteurs et équipements aéronautiques. Outre l’entretien d’appareils civils (DC-3 et DC-4), SFERMA a assuré en particulier à Bordeaux la révision complète des Lockheed T-33 et Douglas AD-4N cédés par l’OTAN à l’Armée de l'Air. Devenue filiale de Sud-Aviation en 1965, elle a été rebaptisée SOGERMA = Société Générale de Réparations et de Maintenance Aéronautique en deux fois, dont lors d'une reprise par un nouvel actionnaire Sabena Technics.

## Partenariat avecBeechcraft
En décembre 1957 un accord fut conclu entre Beechcraft, Sferma et Turboméca pour l’adaptation de turbines Bastan sur un bimoteur Beech 18. Le Beech PD-18S effectua son premier vol le 19 septembre 1958. Quand Turboméca sortit la turbine à hélice Aztazou II de 530 ch il fut décidé de l’adapter successivement sur le Max Holste MH 152 puis sur un Nord N.1102. Les résultats paraissant prometteurs, Sferma signa un nouveau partenariat avec Beechcraft et en juillet 1960 prenait l’air un Travel Air équipé de deux Astazou de 440 ch. Après remplacement de l’empennage d’origine par celui du Baron le biturbopropulseur, devenu Beech-Sferma PD-146 Marquis était présenté au Salon du Bourget en 1961, tandis que 15 cellules de Baron étaient commandées à Beechcraft. Non pressurisé et handicapé par la nécessité de monter sur l’aile pour accéder à la cabine, le Marquis ne sera produit qu’à 19 exemplaires.  

## Location gérance de Facel S.A.
Passionné d'automobiles de sport et de luxe, Paul Badré, président-directeur général de la SFERMA, prit en location gérance Facel S.A., le constructeur des prestigieuses Facel Vega, alors en règlement judiciaire. Ceci pour un an ferme à compter de juillet 1963, puis renouvelable par trimestre. La SFERMA permit ainsi à la firme de présenter au printemps 1964 un nouveau modèle — la Facel 6 —, seule 6 cylindres française à l'époque.
Mais Sud-Aviation — la firme tutrice qui était nationalisée — fut rappelée à l'ordre par le Gouvernement qui jugea que ce n'était pas sa vocation de se diversifier dans l'automobile au moment où une grande restructuration se préparait pour le projet Concorde. Le contrat ne fut pas renouvelé et Facel S.A. ferma définitivement ses portes en octobre 1964.